# Лук Шелковникова
Лук Шелко́вникова (лат. Állium shelkovnikóvii) — вид однодольных растений рода Лук (Allium) семейства Амариллисовые (Amaryllidaceae). Впервые описан советским ботаником Александром Альфонсовичем Гроссгеймом в 1927 году.
Некоторые исследователи не признают Allium shelkovnikovii в качестве отдельного вида, считая его подвидом Allium akaka subsp. shelkovnikovii (Grossh.) Wendelbo.

## Распространение и среда обитания
Эндемик Ирана, распространённый в северо-западной и центральной частях страны.

## Ботаническое описание
Луковичный геофит.
Листья линейные, длиной 10—13 см, с белыми краями.
Соцветие состоит из примерно 40 цветков с лепестками белого цвета.
Плод — коробочка длиной 4 см.